# Algarrada
Algarrada es una máquina bélica de que usaban los antiguos para disparar piedras o saetas a manera de trabuco o ballesta grande. Es voz arábiga y ya sin uso. En latín ballixta, catapulta. 

E otrosí los que les dan ó les venden madera para hacer algarradas é otros engeños
Ley 4 Tít. 21, part. 4

.

E los engeños que son usados en servicio de los reyes é combatirlas villas é los castillos é algarradas é puentes
Ordenamiento de Sevilla, fol. 142

.
Jerónimo Zurita, en los Anales de la Corona de Aragón refiriendo el sitio de Mallorca en 1229, dice: 

se dio orden para que sacasen dos máquinas que llevaban para combatir la ciudad, que eran un trabuco y otra pieza que llamaban almajanech los moros también pararon dos trabucos y otras máquinas, que en la historia del rey y en la de Marsilio se llaman algarradas y eran las algarradas tan sutiles,que una de las que tenían los moros lanzaba con tanta furia las pelotas que pasaban de claro cinco ó seis tiendas

Como siempre sucede, con estas máquinas antiguas hasta ahora no sabemos exactamente lo que era la algarrada. Si acudimos al conde de Clonard, la cuestión se complica y oscurece pues apunta, aunque con indecisión, alguna apariencia de Artillería, lo cual es evidentemente prematuro. De todos modos, he aquí el texto literal de su Historia Orgánica, t. I, pág. 36. 

Los más ilustrados cronistas de la edad media convienen en que la voz trueno con que se conoció la artillería entre nosotros viene de la palabra árabe ar-raadal que significa lo mismo, y de la que deriva el término algarrada.

Que los españoles continuaron designándola con esta última denominación hasta el año de 1342, lo demuestran también muchos hechos referidos por escritores recomendables. En el sitio de Requena (Anales toledanos, página 400) ocurrido en el año 1219, atacaron los castellanos la plaza con algarradas. En el de Mallorca, emprendido por los aragoneses en 1229, eran las algarradas tan sutiles, que una de las que tenían los moros lanzaba con tanta furia las pelotas que pasaban de claro cinco o seis tiendas. (Zurita, Anales de la Corona de Aragón, lib.3. cap. 5.) En el de Burriana tuvieron que cubrir sus ataques con una manta de tablazón muy gruesa para librarse de los proyectiles que lanzaban estos cañones (Zurita, ídem, ídem, capítulo 10.) Cuando el rey Fernando atacó Sevilla, los árabes, según la Crónica general de España (fol. 428), se defendieron con algarradas desde el arrabal de Triana. Y en la conquista (lib. I cap. 222) emprendida por los cruzados mandaron estos construir algarradas para tirar piedras.
Martínez Marina (Memorias de la Real Academia de la Historia, t. 4, Catálogo de voces puramente arábigas), supone que la algarrada era lo mismo que el almojaneque o fundíbalo, si bien de menores dimensiones. 
El mismo Clonard en su Discurso sobre el traje antiguo recoge prudentemente lo que arriba anticipa sobre artillería, y se repite en esta otra forma: 

Martínez Marina asegura que la algarrada es igual al almajaneque y que sólo se distinguía de éste en ser menor; los árabes le llaman al-arradah y Pedro Antón Belter lo describe, diciendo que eran dos perchas atravesadas la una con la otra por el medio de entrambas con un pio ó gozne; y grunzando la una que al un cabo tenía la piedra estando la otra firme, dábanle tal fuerza que tiraba la piedra con gran furia

Parece que la libra a que hacen referencia los Anales Toledanos primeros en el sitio de Requena, fue otra especie de almojaneque o algarrada  y si la palabra es verdaderamente latina significa balanza y en este caso viene bien el sentido y el uso para disparar piedras.